# 글로바의 마리아

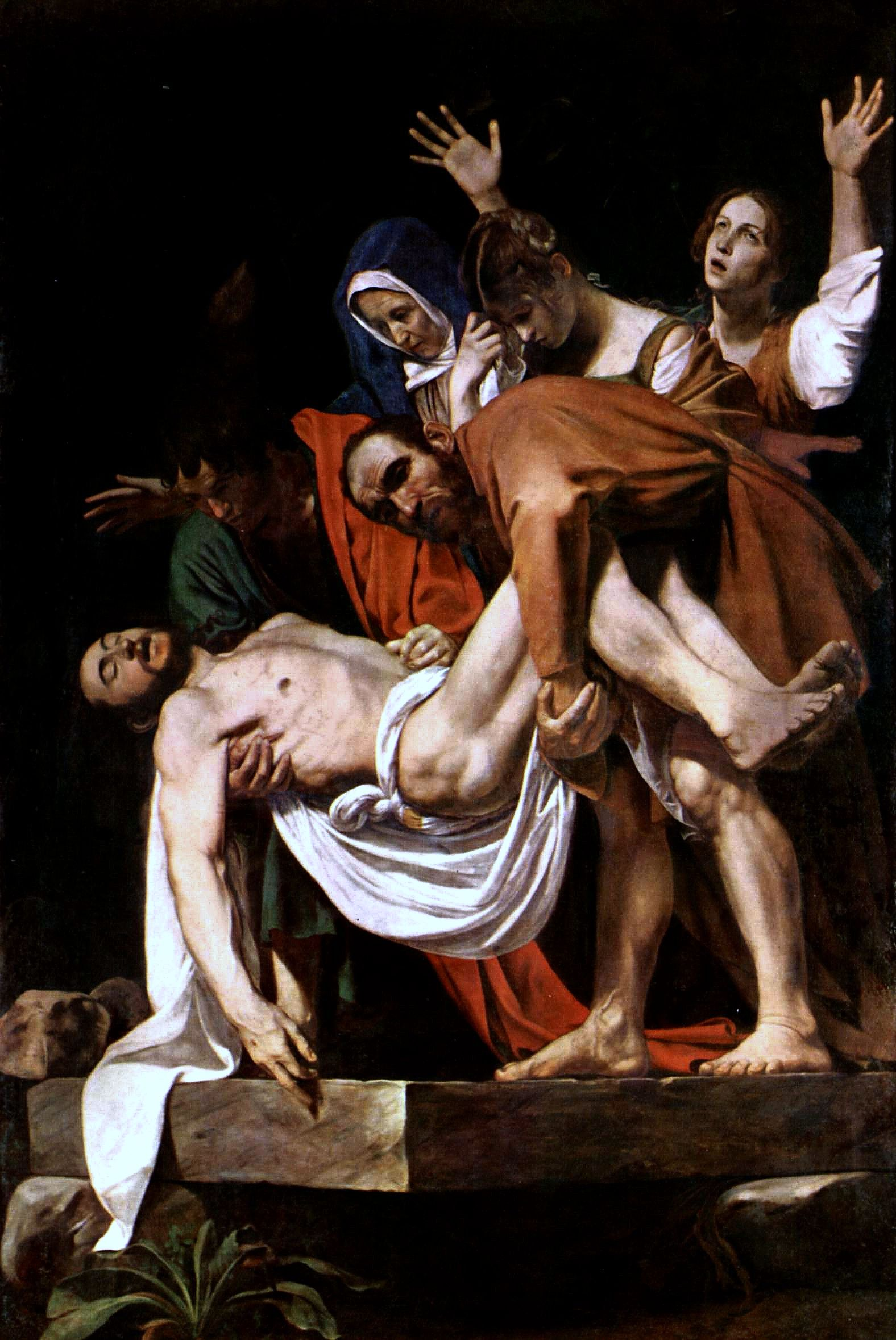

글로바의 마리아(고대 그리스어: Μαρία ἡ τοῦ Κλωπᾶ, María hē tou Clōpá, 글로파스의 마리아, 클로파스의 마리아)는 요한복음에 따르면 예수의 십자가에 못 박히신 자리에 있었고 그의 장례를 위한 물품을 가져온 여인들 중 한 명이었다. 헬라어 본문에서 글로바의 마리아라는 표현은 마리아가 글로바의 딸인지 아내인지 모호하지만 주석은 일반적으로 "글로바의 아내"라는 독법을 선호한다. 헤시포스(Hegesippus)는 글로바를 요셉의 형제로 식별했다. 가톨릭 교회의 로마 순교록에서 그녀는 4월 24일에 살로메와 함께 기념된다.
글로바의 마리아는 막달라 마리아, 야고보의 어머니 마리아와 함께 예수의 무덤에 있는 세 마리아 중 하나로 알려져 있다. 그녀의 유물은 프랑스의 생트 마리 드 라 메르(Saintes Maries de la Mer) 교회에 있다고 한다.

## 복음서 속 모습
글로바의 마리아는 요한복음 19:25에만 명시적으로 언급되어 있는데, 그녀는 예수님의 십자가에 못 박히신 자리에 있던 여자들 중 한 명이다.
예수의 십자가 곁에는 그 어머니와 이모 글로바의 마리아와 막달라 마리아가 섰는지라
마가복음과 마태복음에는 서로 거의 동일한 유사한 구절이 포함되어 있다.
그 중에는 막달라 마리아와 야고보와 요셉의 어머니 마리아와 세베대의 자녀들의 어머니도 있더라
멀리서 바라보는 여자들도 있었는데 그 중에 막달라 마리아와 또 작은 야고보와 요세의 어머니 마리아와 또 살로메가 있더라
이로 인해 일부 학자들은 글로바의 마리아를 "야고보와 요셉/요세의 어머니 마리아"로 동일시하게 되었다. 마태복음과 마가복음은 예수의 네 형제 중에서 야고보와 요셉/요셉(마가는 항상 덜 일반적인 변형인 "요세"를 사용함)을 언급한다.
일부 해석에 따르면 동일한 마리아가 부활 아침에 예수님의 몸에 향료를 바르기 위해 무덤에 갔던 여성들 중에도 있었다고 한다. 마태는 그녀를 막달라 마리아와 구별하기 위해 그녀를 "다른 마리아"라고 부르고, 마가는 "야고보의 어머니 마리아"(라틴어: Maria Iacobi)라는 이름을 사용한다.